# 景觀 (科羅拉多州)
景觀（英語：Paisaje）是位於美國科羅拉多州科內霍斯縣的一個非建制地區。該地的面積和人口皆未知。

## 地理
景觀的座標為37°04′04″N 106°03′38″W / 37.06778°N 106.06056°W，而該地的平均海拔高度為4401米（即14440英尺）。